# 柗本保羽
柗本 保羽（まつもと やすは）は、日本の小説家。大阪府在住。
『柗』の字は、『松』の異体字。環境依存文字。木へんにハロ。サイトによっては松本保羽とも。

## 略歴
大阪芸術大学芸術計画学科卒業。
大学在学中は、同大学SF研究会（現大阪芸術大学『特撮CGサークルSFA』の前身）に所属していた。
投稿小説サイト『小説家になろう』にて、2013年10月27日にSF小説『銀河連合日本』を投稿。2016年2月15日に星海社(販売:講談社)より同作が単行本化される。

## 商業作品リスト
- 銀河連合日本（第一部）
  1. 2016年2月15日 ISBN 978-4-06-139934-1
  2. 2016年6月15日 ISBN 978-4-06-139943-3
  3. 2016年10月15日 ISBN 978-4-06-139950-1
  4. 2017年2月15日 ISBN 978-4-06-139958-7
  5. 2017年6月15日 ISBN 978-4-06-139970-9
  6. 2017年10月13日 ISBN 978-4-06-510404-0
  7. 2018年2月15日 ISBN 978-4-06-511151-2
  8. 2018年6月15日 ISBN 978-4-06-511997-6
  9. 2018年10月15日 ISBN 978-4-06-513424-5
  10. 2019年2月15日 ISBN 978-4-06-514844-0
  11. 2019年6月15日 ISBN 978-4-06-516319-1
  12. 2019年10月15日 ISBN 978-4-06-517532-3
  13. 2020年2月16日 ISBN 978-4-06-518829-3
- 銀河連合日本Age after
  - シエの帰郷編 2020年6月17日 ISBN 978-4-06-520177-0
  - Project Enterprise 2020年10月17日 ISBN 978-4-06-521285-1
  - 悠遠の王国（上） 2021年2月17日 ISBN 978-4-06-522526-4
  - 悠遠の王国（下） 2021年6月17日 ISBN 978-4-06-523924-7
  - ヤル研秘宝館 2021年10月14日 ISBN 978-4-06-525812-5
  - パラダイムシフト 2022年2月15日 ISBN 978-4-06-527082-0